# Verbascum jordanovii
Verbascum jordanovii är en flenörtsväxtart som beskrevs av B. Stefanova-gateva. Verbascum jordanovii ingår i släktet kungsljus, och familjen flenörtsväxter. Inga underarter finns listade i Catalogue of Life.